# Sint-Bavokerk (Oud Ade)
De Sint-Bavokerk is een rooms-katholieke kerk aan de Leidseweg 6 in Oud Ade (gemeente Kaag en Braassem), in de Nederlandse provincie Zuid-Holland. 
De kerk werd gebouwd op de plaats van een kerk uit 1845 van Theo Molkenboer, die al na twee decennia vervallen bleek te zijn. De architect van de nieuwe kerk was Herman Jan van den Brink. Hij ontwierp een eenbeukige kerk in neoromaanse stijl, met boven de ingang een half-ingebouwde toren. De kerk werd met kerstmis 1868 in gebruik genomen en werd op 9 september 1869 ingewijd (geconsacreerd).
De Sint-Bavokerk is een van de weinige kerken van Van den Brink die nog bestaan. Zowel het exterieur als het interieur is grotendeels in de oorspronkelijke staat bewaard gebleven.
De kerk wordt tot op heden gebruikt als rooms-katholieke kerk. Aanvankelijk was er een zelfstandige parochie "Sint-Bavo", maar sinds 2011 is de kerk in Oud Ade een van de "parochiekernen" van de parochie H. Franciscus en valt daarmee onder de "parochiefederatie" Clara & Franciscus, met als centrum de Adrianuskerk in Langeraar.
In 2016 werd begonnen met een grote renovatie van de Sint-Bavokerk. Als financiële ondersteuning heeft de dorpsgemeenschap in dat jaar een feestweek georganiseerd waarvan de opbrengst naar de renovatie van de kerk ging.
In 1881 is een pastorie naast de kerk gebouwd. De kerk en de pastorie zijn sinds 1991 beschermd als rijksmonument.

## Oorlogsmonument
In een muur van de kerk is een gedenksteen (plaquette) aangebracht ter herinnering aan vier mensen uit Oud Ade die in de periode 1940-1949 zijn omgekomen in de Tweede Wereldoorlog en bij strijd in het voormalige Nederlands-Indië.

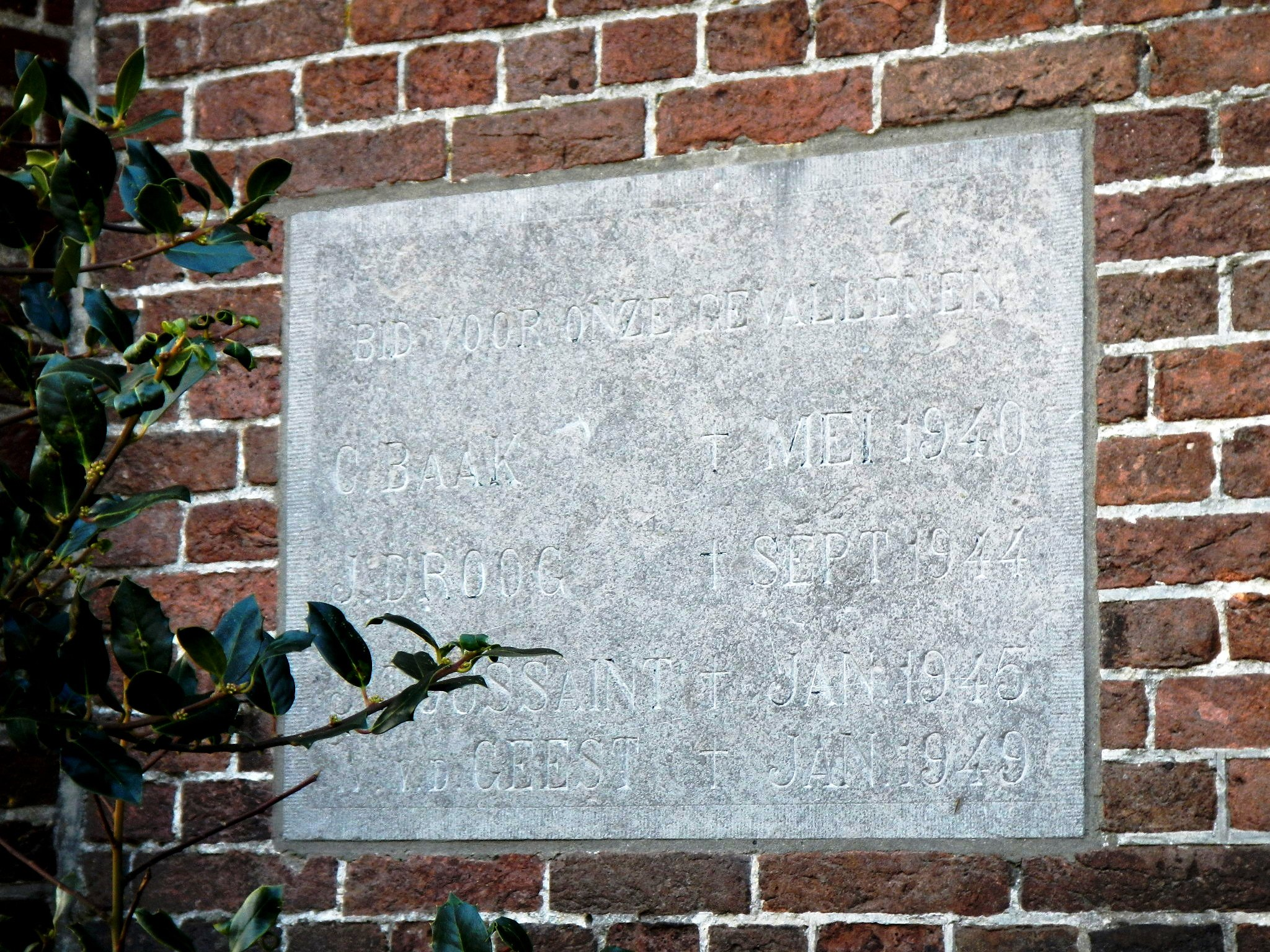
oorlogsmonument, ingemetseld in de muur van de kerk
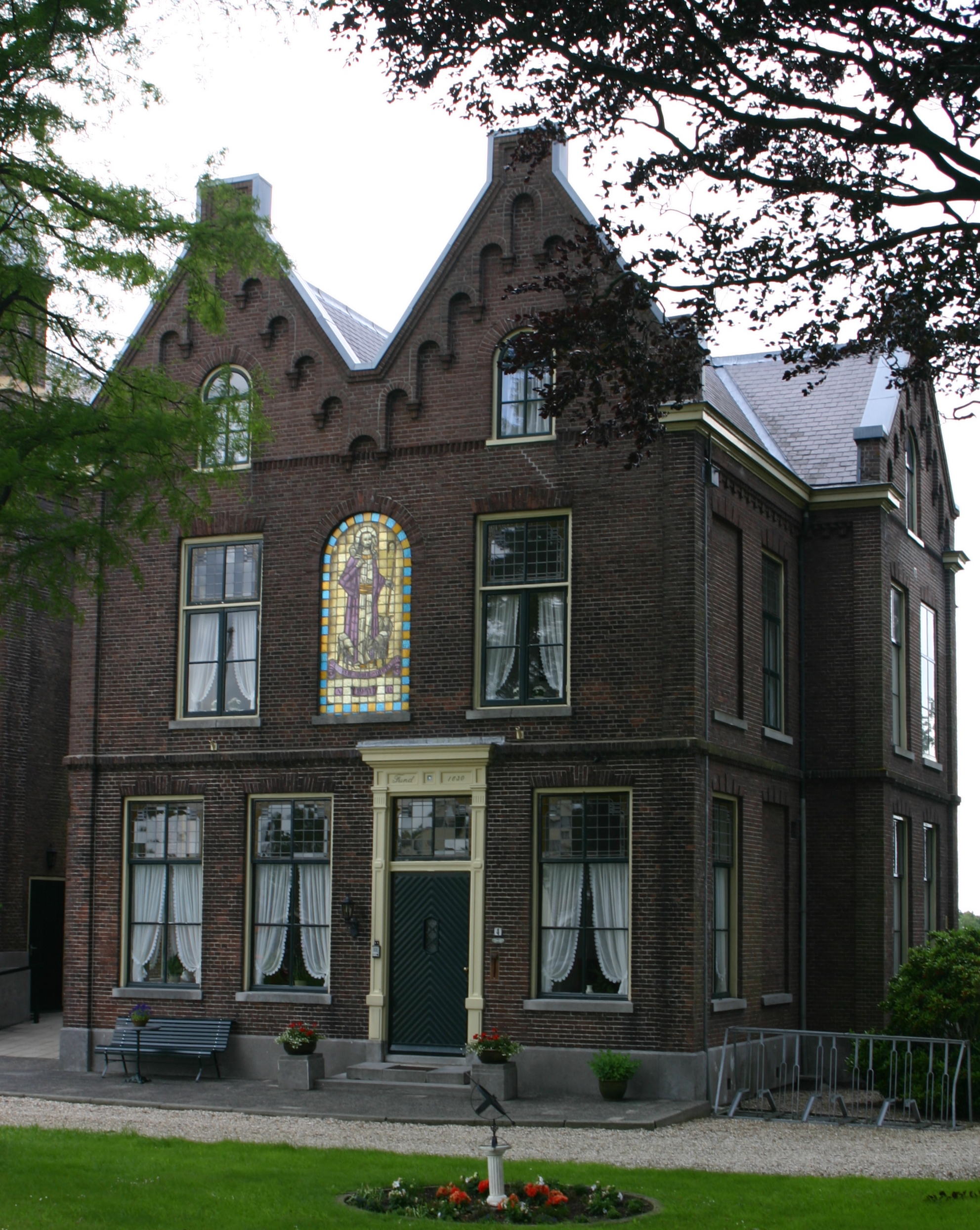
de pastorie